# Will Allen
Pour les articles homonymes, voir Allen.
(en) Statistiques sur pro-football-reference
Will D. Allen (né le 5 août 1978 à Montgomery) est un joueur américain de football américain. Il joue actuellement avec les Dolphins de Miami.

## Enfance
Allen étudie à la Corcoran High School de sa ville de Syracuse où il joue au football américain et s'illustre en athlétisme. En 1995, il est nommé dans l'équipe de New York et de sa banlieue. Son lycée le nomme athlète de l'année 1995-1996.

## Carrière

### Université
Il entre à l'université de Syracuse, jouant avec l'équipe des Orange où il joue comme cornerback et kick returner. En 2000, lors de sa dernière année, il est demi-finaliste du Jim Thorpe Award et nommé dans l'équipe de la saison de la conférence Big East 2000.

### Professionnel
Will Allen est sélectionné au premier tour du draft de la NFL de 2001 par les Giants de New York au vingt-deuxième choix. Dès sa première saison, il est positionné comme cornerback titulaire à douze reprises, effectuant quatre interceptions. Pendant cinq saisons, il est cornerback titulaire et joue tous les matchs de la saison 2005 titulaire mais n'intercepte aucune passe. Les Giants après cette saison, signe Sam Madison, un agent libre et Allen ne reste pas plus longtemps avec New York.
Le 19 mars 2006, il signe un contrat de quatre ans avec les Dolphins de Miami d'une valeur de douze millions de dollars. Lors de ses trois premières saisons à Miami, il est cornerback titulaire, effectuant cinq interceptions et trente-neuf passes déviées en trois saisons. Lors de la quatorzième journée de la saison 2008, il intercepte une passe contre les Bills de Buffalo avant d'en intercepter deux contre les Broncos de Denver dont une qu'il retourne pour son premier touchdowns. Le 26 mai, il signe une prolongation de contrat de deux ans avec Miami de 16,2 millions de dollars. Lors de la sixième journée de la saison 2009, il se blesse au genou contre les Saints de la Nouvelle-Orléans et est annoncé comme forfait pour la saison après le match.
Le 5 septembre 2010, il est une nouvelle fois déclaré comme inapte pour la saison à cause de problèmes de genou. Le 3 septembre 2011, le contrat de Allen se termine et il n'est pas renouvelé. Néanmoins, le 14 septembre, il revient chez les Dolphins après la libération de Benny Sapp.

## Palmarès
- Demi-finaliste du Jim Thorpe Award 2000
- Équipe de la conférence Big East 2000